# هنري تيلمان
هنري تيلمان (بالإنجليزية: Henry Tillman) (مواليد 1 أغسطس 1960) هو ملاكم أمريكي، مثّل بلاده في الألعاب الأولمبية الصيفية 1984 وحقق الميدالية الذهبية في فئة الوزن الثقيل.

## روابط خارجية
هنري تيلمان على موقع بوكس ريك (الإنجليزية) (registration required)
- هنري تيلمان على موقع أوليمبيديا (الإنجليزية)